# Lijsten van diersoorten in de Benelux

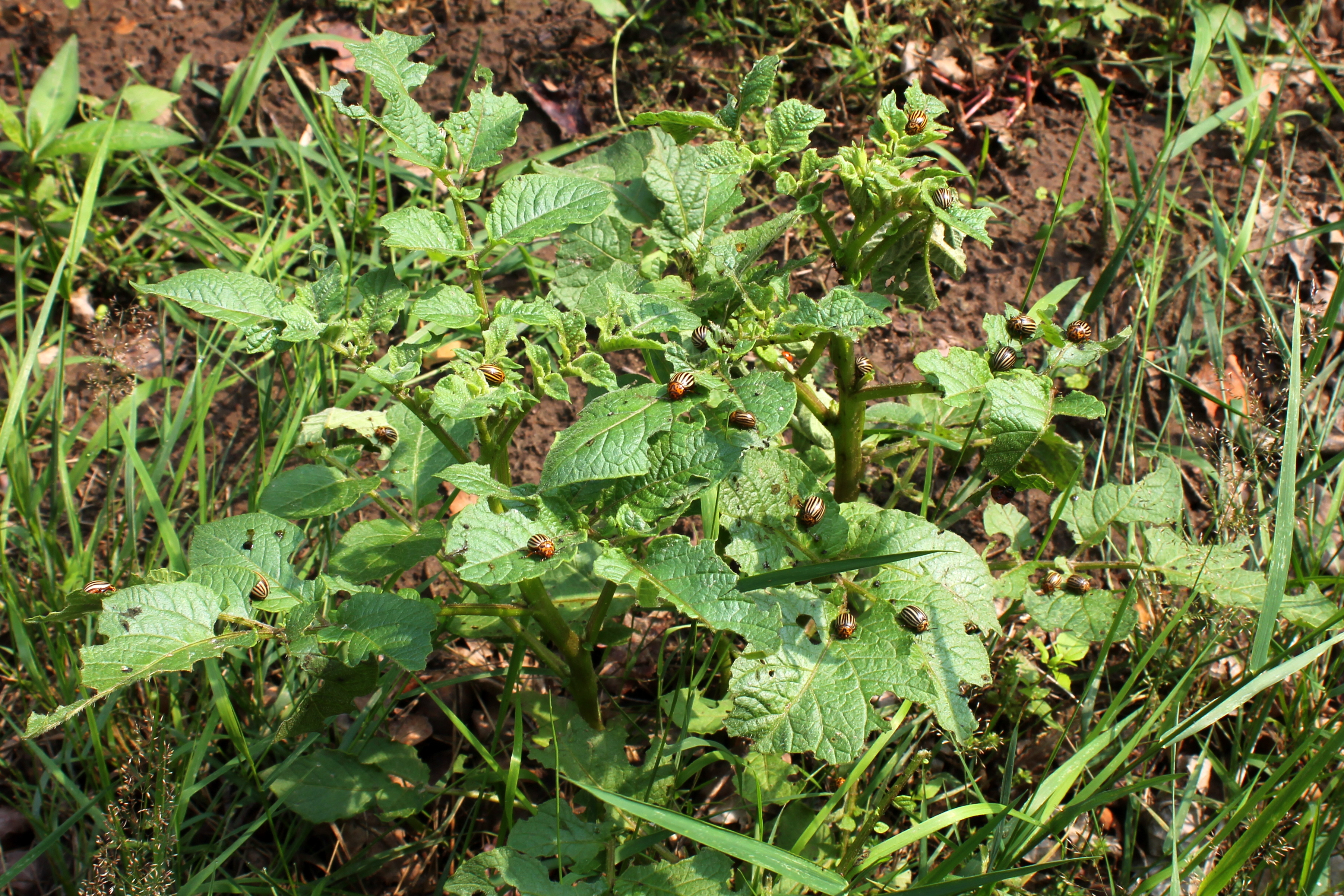
De coloradokever, een invasieve soort die zich in Nederland en België gevestigd heeft

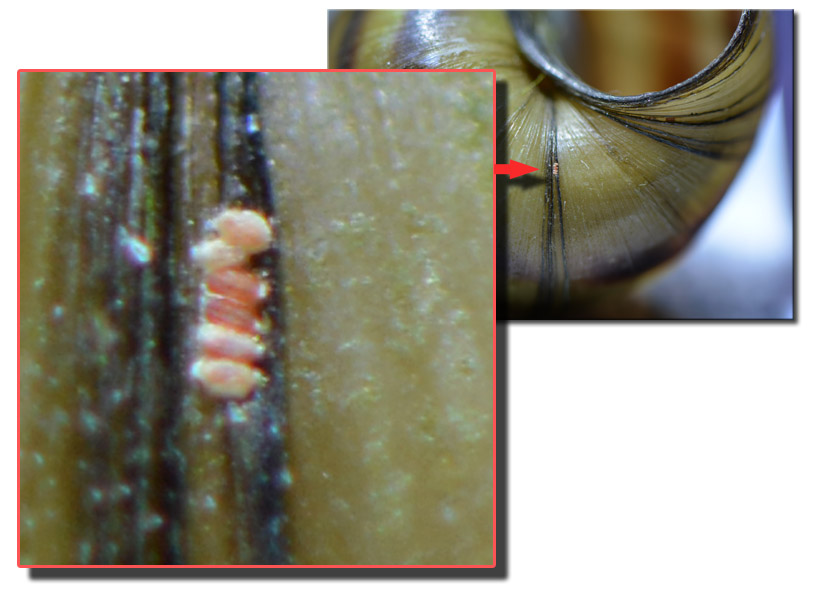
De eierlevendbarende stompe moerasslak, met nakomelingen op de schelp. De soort komt voor in Europa benoorden de Alpen.

Deze lijsten van diersoorten in de Benelux verwijzen door naar pagina's met lijsten van diersoorten die in de Benelux (België, Nederland en Luxemburg) voorkomen of voorkwamen.
Wilde diersoorten
- Lijst van amfibieën in Nederland en België
- Lijst van bijen in Nederland
- Lijst van borstelwormen in het Belgisch deel van de Noordzee
- Lijst van bultrugwaarnemingen in Nederland en België
- Lijst van exoten in de Benelux § Dieren
- Lijst van kevers in Nederland
  - Lijst van bladkevers in Nederland
  - Lijst van loopkevers in Nederland
  - Lijst van Scarabaeiformia in Nederland
  - Lijst van snuitkevers in Nederland
  - Lijst van soldaatjes in Nederland (schildkevers)
- Lijst van kikkers in België en Nederland
- Lijst van konijnenrassen in de Benelux
- Lijst van krabben in België en Nederland
- Lijst van libellen en waterjuffers in Nederland
- Lijst van soorten echte libellen in België en Nederland
- Lijst van inheemse mieren in België
- Lijst van mieren in Nederland
- Lijsten van mollusken
  - Lijst van landmollusken in Nederland, België en Luxemburg
  - Lijst van mariene mollusken in België en Nederland
  - Lijst van zoetwatermollusken in Nederland, België en Luxemburg
- Lijst van plooivleugelwespen in Nederland
- Lijst van rechtvleugeligen in België en Nederland
- Lijst van reptielen in Nederland
- Lijst van salamanders in België en Nederland
- Lijst van spechten in de Benelux
- Lijst van spinnen in België
- Lijst van spinnendoders in Nederland
- Lijst van springstaarten in Nederland
- Lijst van steekmuggen in Nederland
- Lijsten van torren
  - Lijst van boktorren in Nederland
  - Lijst van kniptorren in Nederland
- Lijst van uitgestorven dieren in Nederland
- Lijst van uitgestorven dieren in Vlaanderen
- Lijsten van vlinders
  - Lijst van vlinders in België
  - Lijst van vlinders in Luxemburg
  - Lijst van vlinderfamilies in Nederland
  - Lijst van vlinders in Nederland (zie ook Lijst van vlinders in het Caribisch deel van het Koninkrijk der Nederlanden)
    - Lijst van trekvlinders in Nederland
- Lijst van vlokreeftjes in het Belgisch deel van de Noordzee
- Lijst van vogels in de Benelux
- Lijst van zoetwatervissen in de Benelux
- Lijst van zoogdieren in België
- Lijst van zoogdieren in Nederland

Rode lijsten
- Nederlandse Rode Lijsten
  - Nederlandse Rode Lijst (amfibieën)
  - Nederlandse Rode Lijst (bijen)
  - Nederlandse Rode Lijst (dagvlinders)
  - Nederlandse Rode Lijst (haften)
  - Nederlandse Rode Lijst (kokerjuffers)
  - Nederlandse Rode Lijst (libellen)
  - Nederlandse Rode Lijst (platwormen)
  - Nederlandse Rode Lijst (reptielen)
  - Nederlandse Rode Lijst (sprinkhanen en krekels)
  - Nederlandse Rode Lijst (steenvliegen)
  - Nederlandse Rode Lijst (vissen)
  - Nederlandse Rode Lijst (vogels)
  - Nederlandse Rode Lijst (weekdieren)
  - Nederlandse Rode Lijst (zoogdieren)

Vlaamse Rode Lijsten
- - Vlaamse Rode Lijst (broedvogels)
  - Vlaamse Rode Lijst (dagvlinders)
  - Vlaamse Rode Lijst (libellen)
  - Vlaamse Rode Lijst (loopkevers)
  - Vlaamse Rode Lijst (sprinkhanen en krekels)
  - Vlaamse Rode Lijst (zoogdieren)

- Waalse Rode Lijst (dagvlinders)

- Lijst van Belgische neerhofdieren

Diersoorten in dierentuinen (zoo's)
- Lijst van diersoorten in Artis in 2008 (Amsterdam, Nederland)
- Lijst van diersoorten in Pairi Daiza (Cambron-Casteau, België)
- Lijst van diersoorten in ZOO Antwerpen (Antwerpen, België)

Toegestande huisdieren
- Lijst van toegestane huisdieren in België (inclusief Vlaanderen)
- Lijst van toegestane huisdieren in Nederland